# Schloss Auras

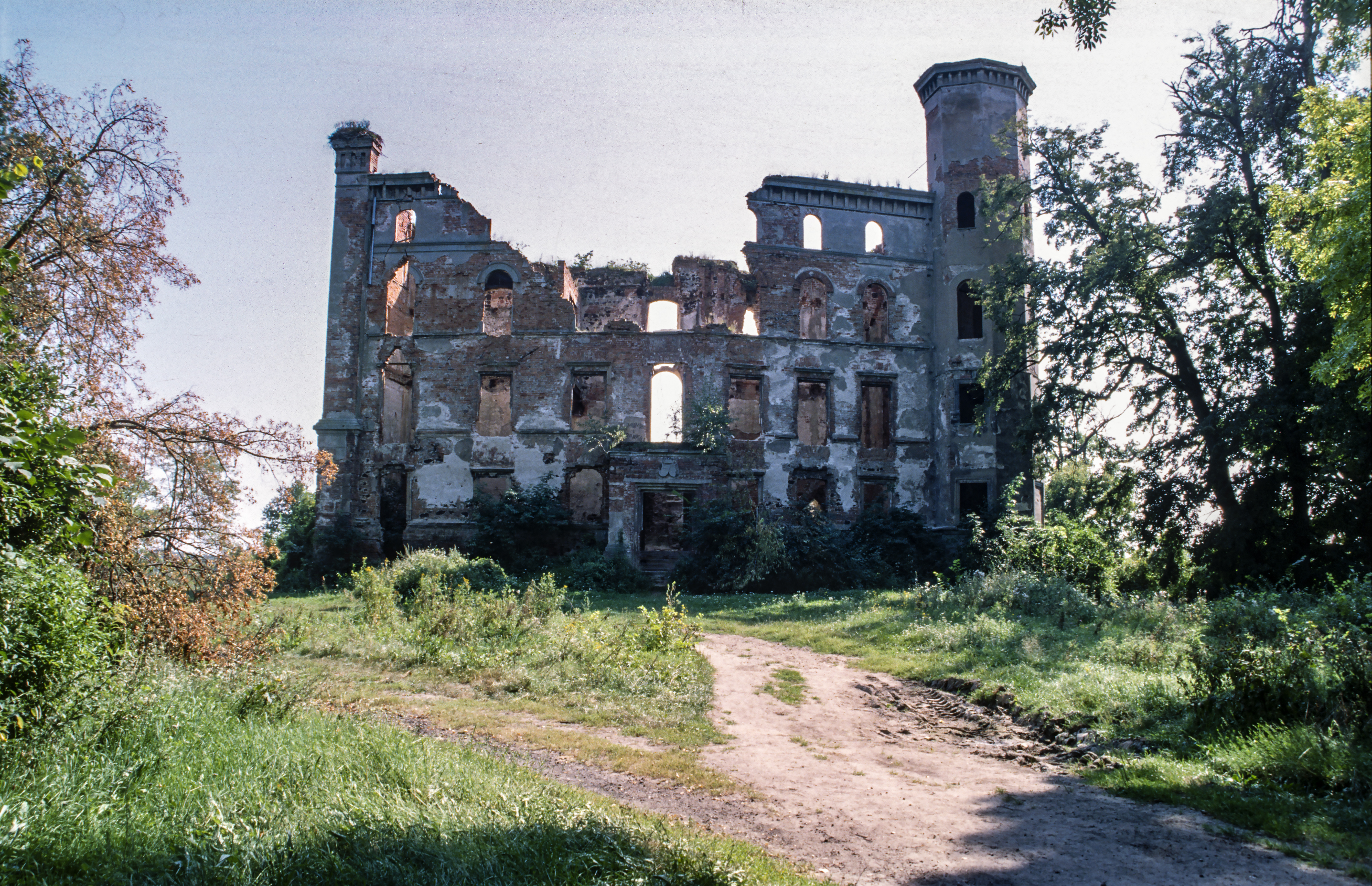
Ruine von Schloss Auras

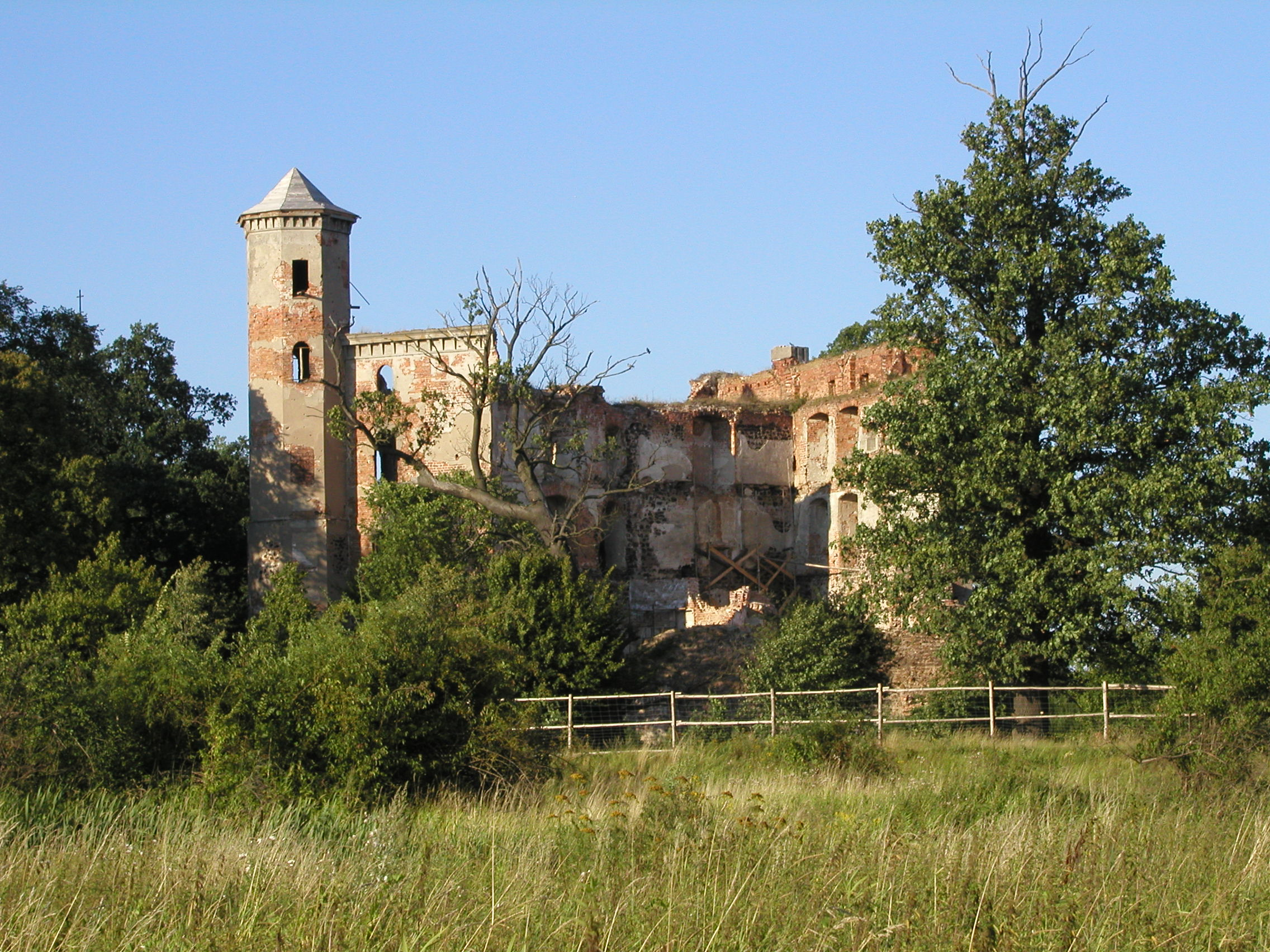
Schlossruine

Die Ruine von Schloss Auras (polnisch Zamek w Urazie) befindet sich in Uraz (deutsch Auras) in der Woiwodschaft Niederschlesien in Polen. Wegen seiner Dreiecksform galt das Schloss als eines der eigenartigsten Schlossbauten Schlesiens.

## Geschichte
An der Stelle des heutigen Schlosses befand sich eine herzogliche Kastellanei, die für das Jahr 1203 belegt ist. Für das Jahr 1250 ist ein Kastellan überliefert. Nach 1319 wurde auf einem dreiseitigen Grundriss der Kernbau der Burg errichtet. Die zwei Meter starken Mauern waren aus Feldstein und Raseneisenstein. Im Inneren befanden sich pro Stockwerk drei Räume mit einem Kreuzrippengewölbe und einem Mittelpfeiler. Südöstlich lag ein ummauerter Hof. Befestigt war die damalige Anlage durch Wallgraben und drei Vorwerke, die nicht mehr sichtbar sind.
Nach dem Tod des Herzogs Heinrich VI. fiel das Herzogtum Breslau, zu dem Auras seit 1248/51 gehörte, 1335 als erledigtes Lehen an die Krone Böhmen. Sie setzte Conrad von Borschnitz als Burggrafen ein. Um 1440 war Auras in Besitz des Hain von Czirn (Tschirn). 1466 belehnte der böhmische König Georg von Podiebrad seinen Vasallen Christoph von Skopp mit Auras, der die Burg ausbauen ließ. Von 1492 bis 1640 war die Burg in Besitz der Familie von Jörger, die vermutlich Ende des 15. Jahrhunderts an der Nordseite einen Treppenturm errichtete. Von 1640 bis um 1676 werden die Freiherren von Saurma-Jeltsch als Besitzer nachgewiesen. Nach mehreren Besitzerwechseln folgten im Besitz die Herren von Logau und die italienischen Herren de Campo. 1744 erwarb Prinz Heinrich von Preußen die Anlage.
Ab 1810 ließen die Freiherren von Kochtizky die mittelalterlichen Wehrmauern und den Torbau abbrechen. Dadurch verlor die Burg ihr burgartiges Aussehen. Weitere Umbauten erfolgten ab 1839, als Eleonore von Schuckmann geborene von Freiin von Lüttwitz (1755–1834), dritte Ehefrau und Witwe des preußischen Staatsministers Friedrich von Schuckmann, das Schloss erwarb. Mitte des 19. Jahrhunderts erfolgte ein Umbau im Stil der Neorenaissance. Erbe wurde der älteste Sohn aus letztgenannter Ehe, August Karl Friedrich Freiherr von Schuckmann (1817–1867), liiert mit Johanna von Frankenberg-Lüttwitz und seines Zeichens preußischer Kammerherr und Landesältester. Der Besitz wurde damals als Burglehn tituliert. Um 1900 war Schloss Auras nach wie vor Hauptwohnsitz der Familie von Schuckmann und so bildete sich zeitweise eine eigene Familienlinie Schuckmann-Auras heraus. Die Freiherren von Schuckmann-Auras galten bis in der 1910er Jahre als moderne Landwirte.
Letzter deutscher Eigentümer war der Nachfahre einer 1644 in Wien geadelten Breslauer Familie, der Rittmeister und Ehrenritter des souveränen Malteserordens Hans Georg Maria Karl Joachim Hentschel von Gilgenheimb (1885–1945). Sein Besitztum beinhaltete 410 ha gesamt. Der Gutsherr starb mit seiner Frau (Therese) Antoinette von Neumann-Loshausen auf der Flucht befindlich in Hessen bei einem Fliegerangriff.
Nachdem Auras zusammen mit fast ganz Schlesien als Folge des Zweiten Weltkriegs 1945 an die Volksrepublik Polen gefallen war, verfiel das bis dahin unversehrte Schloss. Seit 1989 ist es in privatem Besitz.